# Bertincourt
Bertincourt település Franciaországban, Pas-de-Calais megyében. Lakosainak száma 918 fő (2022. január 1.). Bertincourt Vélu, Ruyaulcourt, Ytres, Barastre, Beaumetz-lès-Cambrai, Bus, Haplincourt és Hermies községekkel határos.

## Népesség
A település népességének változása:
| Lakosok száma | 931  | 925  | 936  | 918  | 917  | 916  | 913  | 915  | 918  |
|               | 2013 | 2015 | 2016 | 2017 | 2018 | 2019 | 2020 | 2021 | 2022 |